# Валентин фон Бисмарк
Валентин фон Бисмарк (на немски: Valentin von Bismarck; * 1582 в Шьонхаузен; † 12 април 1620 в Шьонхаузен на река Елба, Саксония-Анхалт) е благородник от линията „Бисмарк-Шьонхаузен“ от род фон Бисмарк в Алтмарк, Саксония-Анхалт. Той е наследствен господар на Шьонхаузен, Фишбек и от 1604 г. на половината Бризт.
Той е единствен син на Лудолф IV фон Бисмарк (1541 – 1590), основател на линията „Бисмарк-Шьонхаузен“, и съпругата му София фон Алвенслебен (1560 – 1635), дъщеря на Валентин фон Алвенслебен (1529 – 1594) и Анна София фон Велтхайм († 1565). Внук е на Фридрих 'Пермутатор' фон Бисмарк (1513 – 1589) и племенник на Панталеон фон Бисмарк (1539 – 1604).
През началото на 18 век Бисмарките строят два двореца в Шьонхаузен. Ок. 1700 г. дворец I. е завършен и от 1729 г. дворец II. при внук му Август II фон Бисмарк (1666 – 1732).
Клонът Бисмарк-Шьонхаузен е издигнат на граф в Берлин на 16 септември 1865 г. Канцлерът княз Ото фон Бисмарк (1815 – 1898) е от тази линия.

## Фамилия
Валентин фон Бисмарк се жени 1607 г. в Шьонхаузен за Берта фон дер Асебург (* 21 декември 1581, Найндорф; † 5 март 1642, Щендал), дъщеря на Август фон дер Асебург-Фалкенщайн-Найндорф (1545 – 1604) и Елизабет фон Алвенслебен (1552 – 1609). Те имат две деца:
- Елизабет София фон Бисмарк (* 13 септември 1609; † 3 октомври 1648, Бреезе, Хановер), омъжена на 23 август 1632 г. в 	Бреезе, Хановер за Ернст Юлиус Гроте (* 2 април 1596; † 30 септември 1654, Бреезе, Хановер)
- Август фон Бисмарк (* 13 февруари 1611, Шьонхаузен; † 2 февруари 1670, Шьонхаузен), женен I. на 22 ноември 1642 г. в Пайц за Хелена Елизабет фон Котвиц (* 12 ноември 1627, Требендорф; † 30 декември 1645, Пайц), II. на 2 февруари 1648 г. в Бранденбург за Доротея Елизабет фон Кате (* 14 юли 1630, Вуст; † 7 януари 1663, Шьонхаузен), III. на 13 февруари 1664 г. в Тангермюнде за Фредика София фон Мьолендорф (* 13 февруари 1644; † 9 ноември 1698, Шьонхаузен); баща на:
  - Анна София фон Бисмарк (1645 – 1705), омъжена 1671 г. за	Александер III фон дер Шуленбург (1616 – 1681)
  - Август II фон Бисмарк (1666 – 1732), женен на 24 април 1694 г. в Шьонхаузен за Доротея София фон Кате (1669 – 1719)

- Дворец Шьонхаузен I., родната къща на Ото фон Бисмарк (1958 съборен от ГДР)
- Дворец Шьонхаузен II. (запазен)